# Madame Karina og de forbudte fantasier
|  | Denne artikel er oprettet af botten PalnaBot ud fra en ekstern database. Den kan derfor have sproglige fejl eller mangler. Denne skabelon kan fjernes efter kontrol af indholdet. |

Madame Karina og de forbudte fantasier er en film instrueret af Jimmy Andreasen efter manuskript af Jimmy Andreasen.

## Handling
Myten om den lykkelige luder har altid eksisteret, og meget tyder på, at madame Karina er ganske godt tilfreds med sit arbejde som avanceret massøse med egen klinik og torturkælder. Hun fortæller fordomsfrit om sine kunders fantasier, som hun for det meste opfylder - samtidig med at hun hjemme har mand og barn. Men det aparte erhverv smitter kun positivt af på hjemmelivet, og de fire interviewede kunder udtrykker udelukkende tilfredshed med at gå til en prostitueret for at få tilfredsstillet deres sexdrømme. Et samfundsnyttigt erhverv, som madame Karina endog nyder? Eller ligger der en fortid og andre drømme bag madames flegmatiske ansigt?